# Paranauphoeta philippinica
Paranauphoeta philippinica är en kackerlacksart som beskrevs av Heinrich Hugo Karny 1915. Paranauphoeta philippinica ingår i släktet Paranauphoeta och familjen jättekackerlackor.
Artens utbredningsområde är Filippinerna. Inga underarter finns listade i Catalogue of Life.